# Deventer Schouwburg
De Deventer Schouwburg is een theater aan de Gedempte Gracht hoek Keizerstraat in de Nederlandse stad Deventer. Het gebouw uit 1995 beschikt over twee zalen, een grote zaal met 750 zitplaatsen en een kleine met 190 stoelen.
Na jarenlang bestuurlijk en planmatig gesteggel kwam Anton aan de Stegge van het gelijknamige bouwbedrijf met een bouwplan op basis van een ontwerp van de architecten Dirks en Ezerman. Het omvatte een schouwburg, een filmhuis, een muziekschool, een creatief centrum plus kantoren en appartementen. Dit voorstel kreeg op 16 november 1993 de goedkeuring van de Deventer gemeenteraad. De nieuwe Deventer Schouwburg kon op 24 oktober 1995 officieel worden geopend.

## Voorgangers
In 1870 richtte een aantal Deventer burgers de Deventer Schouwburg Vereniging op. Er werden uitvoeringen georganiseerd in de zaal van een café-restaurant aan het Grote Kerkhof. In de eerste helft van de twintigste eeuw werd daar een schouwburg geëxploiteerd door directeur Jan Schalij. Na zijn overlijden in 1949 kwamen er vanuit de plaatselijke ondernemers en het gemeentebestuur initiatieven voor een nieuw theater annex congrescentrum. Architect J.D. Postma maakte een ontwerp voor een schouwburg op de plek van de oude, tussen sociëteit 'De Hereniging' en het Landshuis. Dit theater werd in 1954 geopend, Rudy Krooshof-Boonstra kreeg de leiding, ze was de eerste directrice van een schouwburg in Nederland. In 1995 werd het gebouw gesloten, op plek ervan kwam ten slotte de entreepartij van het nieuwe Deventer stadskantoor. Een nieuwe schouwburg werd gerealiseerd op de plaats van de Leeuwenbrug bij de Gedempte Gracht.